# Bernd Schimmler
Bernd Manfred Schimmler (* 19. Oktober 1949 in Berlin-Wedding) ist ein Autor und ehemaliger deutscher Politiker (SPD).

## Leben
Nach seinem Abitur 1969 studierte Schimmler Jura und zunächst auch Politologie an der Freien Universität Berlin. Seine erste juristische Staatsprüfung bestand er mit befriedigend, die zweite mit vollbefriedigend. Er war von 1975 bis 1977 Referendar im Kammergerichtsbezirk für verschiedene Bereiche. Von 1977 bis 1986 war Schimmler Staatsanwalt beim Landgericht Berlin, über einige Jahre zuständig für die Verfolgung von Verbrechen des Nationalsozialismus, unter anderem der ehemaligen Richter am Volksgerichtshof. Von 2003 bis 2010 hatte er eine eigene Rechtsanwaltskanzlei. Bis 2014 beriet er Hartz IV-Empfänger in Rechtsangelegenheit für die Arbeiterwohlfahrt (AWO) Berlin.
Von 1975 bis 1977 und von 1980 bis 2000 saß Schimmler in der Bezirksverordnetenversammlung von Berlin-Wedding. Dort wurde er 1985 Fraktionsvorsitzender. 1986 wurde er Bezirksstadtrat für Volksbildung, 1992 Bezirksstadtrat für Bauwesen und Umwelt und ab 1997 zusätzlich zuständig für den Aufgabenbereich Schulträgerschaft und Kultur, bis der Bezirk Wedding aufgelöst wurde. Von 2001 bis 2006 saß Schimmler im Abgeordnetenhaus von Berlin. Er wurde im Wahlkreis Mitte 7 direkt gewählt.
Aus gesundheitlichen Gründen stand er für eine zweite Kandidatur nicht zur Verfügung. Im Abgeordnetenhaus war Schimmler Mitglied des Bauausschusses, des Rechtsausschusses, und des 1. Untersuchungsausschusses zur Bankgesellschaft sowie der G-10-Kommission, wo er auch Vorsitzender war und des Richterwahlausschusses, wo er stellvertretender Vorsitzender war.
Schimmler ist Vorsitzender des Weddinger Heimatvereins. Für seine ehrenamtlichen Tätigkeiten überreichte Berlins Regierende Bürgermeister Michael Müller ihm im März 2016 das vom Bundespräsidenten verliehene Bundesverdienstkreuz.

## Werke (Auswahl)
- Recht ohne Gerechtigkeit: Zur Tätigkeit der Berliner Sondergerichte im Nationalsozialismus, Wissenschaftlicher Autorenverlag, Berlin 1984
- Der Wedding. Ein Bezirk zwischen Tradition und Fortschritt., Koll, Berlin 1985
- Stimmung der Bevölkerung und politische Lage: Die Lageberichte der Berliner Justiz 1940–1945, Wissenschaftlicher Autorenverlag, Berlin 1986
- Wedding-Chronik, Hrsg. Weddinger Heimatverein e.V., 1. Auflage 1993, 2. Auflage 2001
- Zwischen Humboldthain und den Rehbergen. Die Geschichte der Sozialdemokratie im „roten Wedding“ von Berlin, Verlag Walter Frey, Berlin, 2021, ISBN 978-3-946327-26-4, Buchreihe Wedding-Bücher.
- Der Wedding. Vergangenheit und Veränderung, Verlag Walter Frey, Berlin, 2022, ISBN 978-3-946327-30-1, Buchreihe Wedding-Bücher.